# Les Mirepoises
Les Mirepoises (parfois désignées Mères poises) sont une congrégation religieuse enseignante, fondée à Cahors au XVIIe siècle, qui se consacre à l'éducation des jeunes filles pauvres.

## Histoire de la congrégation
À partir de 1680, plusieurs ouvrages ont été consacrés à l'éducation des filles en France :
- Le Traité sur le choix et la méthode des études, de Fleury, en 1685, où un chapitre est consacré à l'éducation des filles[2],
- De l'éducation des filles, de Fénelon, en 1687[3],
- Instructions aux Dames de Saint-Louis, de Madame de Maintenon, le 1er août 1686[4].

Ces ouvrages d'éducation sont destinées à l'enseignement des filles de familles nobles. Dans le cas de Fénelon, il est alors responsable de la maison des Nouvelles-Catholiques, et participe à une éducation ayant pour but de maintenir dans la foi catholique les jeunes filles et les femmes protestantes nouvellement converties après la révocation de l'édit de Nantes.

### Émergence de l'institution
Le marquis de Levis-Mirepoix, gouverneur du Quercy, légua en 1665 à sa femme et à l'évêque de Cahors, un immeuble de cette ville (situé no 15 Boulevard Léon-Gambetta) pour y « fonder une institution de religieuses destinées à former des institutrices qui se répandraient dans tout le pays et à instruire gratuitement les filles pauvres »
Avant que les aménagements de cette maison donnée soient terminés, la communauté s'est d'abord installée dans une maison située au no 55 du boulevard Gambetta où on peut voir inscrit sur le linteau de la porte donnant sur la rue Fondue : Deo auxiliant quo virtus jusserit ibo, qui doit être la devise de Françoise de Boissy.
Sa veuve assura la direction de cette institution puis, avant de rejoindre le comté de Foix, la confia à Françoise Jeanne de Boissy.
L’établissement demeura dans ces lieux provisoires en attendant que des aménagements permettent à la communauté enseignante d’entrer dans ses murs en 1678.

### Naissance de la congrégation
En mars 1679, un édit épiscopal (de Mgr Nicolas de Savin) approuve l'établissement et l'année suivante Louis-Antoine de Noailles, évêque (éphémère) de Cahors, lui donne une constitution et un règlement. 
L'établissement, se nomme « Congrégation des demoiselles des écoles chrétiennes et de la charité, dites les Mirepoises ». 
Dans un mémoire adressé au roi, en 1712, pour être autorisées à recevoir des dons et des legs, elles se nomment Filles de la communauté des Écoles chrétiennes et de la charité de Cahors. 

### Évolution

#### Congrégation à Cahors
Au moment de la Révolution, 11 religieuses, dont 6 consacrées à l'enseignement, y exercent pour 25 pensionnaires. Le 6 octobre 1792, la communauté est supprimée et la ville de Cahors confisque le bâtiment pour y installer un établissement laïque d'enseignement. 
En 1804, le conseil municipal de Cahors et les autorités religieuses reprennent à leur compte l'œuvre de Françoise de Boissy, en confiant l’institution et les locaux aux religieuses « des Sacrés-Cœurs de Jésus et de Marie », dites les « Dames blanches ». 
Elles resteront dans les lieux jusqu’en 1900.

#### Couvent à Martel
Les Mirepoises ouvrent en 1744 un couvent à Martel.

#### Autres maisons
Après la révocation de l'édit de Nantes, en 1685, les Mirepoises vont s'installer dans des villes où les communautés protestantes sont fortes comme à Saint-Antonin, en 1702, ou à Caussade, en 1687,, à Figeac. Des maisons sont déjà ouvertes à la fin du XVIIe siècle à Lauzerte, Cajarc, Caylus, Gourdon, Albas et Saint-Céré.
À la veille de la Révolution, la Congrégation des Écoles chrétiennes ont 14 maisons dans le diocèse de Cahors.

## Enseignement

### Les enseignantes
Les enseignantes sont nommées filles des Eschollos chrétiennes ("écoles chrétiennes") ou plus communément  « sœurs mirepoises ». Elles ne prononcent pas de vœux, ne portent pas d'habit religieux spécial, vivent en communauté et se veulent « fidèles à l’esprit de pauvreté et d’humilité » ; elles enseignent à titre gratuit.  

#### Liste d'enseignantes
- Jeanne d'Escalié[12]

### Les élèves
La congrégation s'adresse principalement aux jeunes filles pauvres. 
À son ouverture, l'école reçoit des pensionnaires de 10 à 15 ans dont le nombre est limité à 20, et des externes dès l'âge de 6 ans. 

#### Liste d'élèves
- Marion de Cazerac, en 1735[12]
- Annette de Boudres, en 1738[13]

### Contenu de l'enseignement
Les élèves apprenaient, outre la doctrine chrétienne, les arts manuels ou de pur agrément, la broderie et la danse.